# Corrupção (filme)
Corrupção é um filme português que nasceu da ideia de João Botelho, realizador de cinema, fazer uma película baseada no livro best-seller, Eu, Carolina. O livro conta os meandros do futebol português, escrito pela ex-companheira de Jorge Nuno Pinto da Costa, Carolina Salgado. O filme foi protagonizado pela atriz de vinte e quatro anos, Margarida Vila-Nova, na personagem de Carolina, porém com um nome diferente (Sofia) e pelo ator de sessenta e seis anos Nicolau Breyner, que interpretará 'Presidente', uma personagem inspirada pelo presidente do Futebol Clube do Porto. O filme estreou nas salas de cinema em 2007. 

## Sinopse
O nome Carolina não foi referido no filme, a personagem que retrata a ex-companheira de Pinto da Costa, dá pelo nome de Sofia, contudo as situações são semelhantes ao que vem escrito no livro. 
Segundo se sabe, foi gravada uma cena em que o 'Presidente' (Nicolau Breyner), entra em fúria porque o seu clube não vence o campeonato; a primeira noite de Sofia (Margarida Vila-Nova) e do Presidente (Nicolau Breyner); o primeiro beijo; a entrevista à televisão de Sofia; Sofia tentando vender o manuscrito do livro a diversas editoras. 
Elenco
- Margarida Vila-Nova - Sofia
- Nicolau Breyner - Presidente
- António Pedro Cerdeira - Inspetor Luís
- Suzana Borges - Magistrada
- André Gomes - Advogado do Presidente
- João Ricardo - Empresário
- Ruy de Carvalho - Juiz Presidente
- Miguel Guilherme - Presidente dos Árbitros
- Virgílio Castelo - Vice-Presidente
- Miguel Monteiro - Diretor da Polícia Judiciária
- José Eduardo - Almirante
- José Raposo - Inspetor da PJ
- João Lagarto - Figueira
- Filipe Vargas - Agente PJ
- Alexandra Lencastre - Mãe de Sofia
- Leandro França - Bandeirinha

E ainda: Sónia Balacó, João Cabral, Rita Blanco,Paula Guedes, Luís Soveral, Paula Lobo Antunes, Rui Morrison, Adérito Lopes, Eurico Lopes, Dinarte Branco, João Catarré, Paulo Filipe, Carlos Costa, Jorge Sequerra, Guilherme Lopes, Teresa Ovidio e João Loy, entre outros.

## Curiosidades
- Carolina Salgado, a protagonista da história real, visitou duas vezes a rodagem para ver como está a rodagem do filme a prosseguir. Margarida Vila-Nova, que dá vida à personagem que corresponde a Carolina no filme, encontrou-se com a escritora de Eu, Carolina, várias vezes para determinar pontos da sua personagem.

- Haverá 'covers' (personagens semelhantes à realidade) de Maria José Morgado, Carolina Salgado e de Pinto da Costa.

- Grande parte da banda sonora do filme esteve a cargo dos Loto, jovem banda de Alcobaça.

## Receção

### Box office
Corrupção arrecadou quase €1 milhão e foi visto por 230 000 espectadores em Portugal, sendo até à data o 11º filme português mais visto desde 2004.